# Heinrich Nissen
Heinrich Nissen (Haderslev, 3 aprile 1839 – Bonn, 29 febbraio 1912) è stato uno storico tedesco.

## Biografia
Studiò a Kiel ed a Berlino con August Boeckh e Theodor Mommsen. Dopo la laurea, viaggiò in Italia tra il 1863 ed il 1867. Gli appunti delle sue ricerche vennero poi pubblicati nella sua opera principale Italischen Landeskunde (1883 e 1902).
Nel 1869 divenne professore associato all'Università di Marburgo, dove l'anno seguente ottenne una cattedra completa. Nel 1877 si trasferì all'Università di Göttingen come professore di storia antica, e poco dopo, fu professore a Strasburgo.
Nel 1884, venne eletto successore di Arnold Schaefer all'Università di Bonn. Lì, a differenza del suo predecessore, insegnò esclusivamente storia antica. Fu un pioniere nelle ricerche epigrafiche - basandosi sui suoi studi realizzati durante i suoi anni in Italia - dedicandosi all'archeologia delle province romane. È stato cofondatore della Reichs-Limes-Kommission. Nissen è considerato come il primo archaeoastronomo al mondo.
Si ritirò nell'autunno del 1911, lasciando la cattedra a Ulrich Wilcken. Dopo la morte venne inumato nel Poppelsdorfer Friedhof (cimitero di Poppelsdorfer).
Fu lui che il 18 maggio del 1866 comunicò a Theodor Mommsen, da Cagliari, il ritrovamento della Tavola di Esterzili.

## Opere
- Pompeji, Lüderitz, Berlin 1867
- Pompeianische Studien. Leipzig 1877
- Italische Landeskunde: Bd. 1 Land und Leute, Berlin 1883; Bd. 2: Die Städte (2 Teilbände), Berlin 1902
- Orientation, Studien zur Geschichte der Religion, 3 v. in 1, Berlin: Weidmann, 1906-1910.